# Гросул, Владислав Якимович
Владисла́в Яки́мович Гро́сул (11 февраля 1939, Тирасполь, Молдавская АССР, УССР, СССР — 14 января 2022, Москва, Россия) — советский и российский историк. Доктор исторических наук (1976), профессор (1997). Главный научный сотрудник Института российской истории РАН, профессор Государственной академии славянской культуры. Один из авторов «Большой Российской энциклопедии». Сфера главных научных интересов — межнациональные отношения.

## Биография
Родился в семье историка Якима Сергеевича Гросула (1912—1976) и преподавателя молдавского языка и литературы Ханы Соломоновны Чернец (1913, Ташлык — 1990, Кишинёв).
Окончил исторический факультет Кишинёвского государственного университета.
В 1964 году в Институте истории АН СССР защитил диссертацию на соискание кандидата исторических наук по теме «Реформы в Дунайских княжествах и Россия (1826—1834 гг.)».
С 1971 года — сотрудник Института истории СССР АН СССР (ИРИ РАН), заведующий группой общественной мысли и общественного движения. В 1975—1994 годах — член экспертного совета ВАК СССР (России).
Член редакционной коллегии журнала «Отечественная история» (1990—2007).
Действительный член Международной славянской академии.
Умер 14 января 2022 года после продолжительной болезни.

### Семья
- Жена — Нина Валентиновна Гросул-Войцеховская, доцент кафедры эстетического воспитания МГПУ, племянница математика В. А. Андрунакиевича[5].
- Сестра — Людмила Якимовна Гросул, филолог, кандидат филологических наук[6]
- Шурин — Иосиф Давыдович Белоус, экономист, профессор Международного независимого университета Молдавии и заместитель председателя Ассоциации бывших узников гетто и концлагерей Молдавии[7][8].

## Награды
- Кавалер ордена Республики (27 августа 2017 года, Молдавия) — в знак глубокой признательности за значительный вклад в укрепление и расширение межгосударственных отношений дружбы и сотрудничества[9].
- Лауреат премии Ленинского комсомола.
- дважды лауреат Государственной премии Приднестровской Молдавской Республики.
- лауреат Макарьевской премии 2009 года в номинации «История России» за труд «Русское зарубежье в первой половине XIX века».

## Научные труды
Автор около 600 научных публикаций, в том числе 16 индивидуальных и 17 коллективных монографий.

### Монографии
- Реформы в Дунайских княжествах и Россия (20—30-е годы XIX в.). — М.: Наука, 1966. — 408 с.
- Россия и формирование румынского независимого государства. — М.: Наука, 1969. — 268 с. (в соавт. с Е. Е. Чертан)
- Российские революционеры в Юго-Восточной Европе. (1859—1874 гг.) / Институт истории СССР АН СССР. Институт истории АН МССР. — Кишинёв: Штиинца, 1973. — 539 с.
- Революционная Россия и Балканы (1874—1883). — М.: Наука, 1980. — 336 с.
- Российская революционная эмиграция на Балканах в 1883—1895 гг. — М.: Наука, 1988. — 295 с.
- Очерки истории Тамани. — М.: ИНСАН, 1996. — 224 с. (в соавт. с Н. Ф. Бугаем)
- Международные связи российской политической эмиграции во второй половине XIX в. — М.: РОССПЭН, 2001. — 407 с.
- Карагаш — минувший и нынешний (История одного приднестровского села). — М.: ИРИ РАН, 2001. — 315 с.
- Русское общество XVIII—XIX вв. Традиции и новации. — М., 2003. — 513 с.
- Образование СССР (1917—1924). — М.: ИТРК, 2007 (2-е изд. 2012). — 215 с.
- Русское зарубежье в первой половине XIX в. — М.: РОССПЭН, 2008. — 703 с.
- Общественное мнение в России XIX в. — М.: АИРО—XXI, 2013. — 560 с.
- Труды по теории истории. — М.: АИРО—XXI, 2014. — 548 с.
- Молдавское движение до и после образования Румынии (1821—1866). — Кишинёв, 2014. — 194 с.
- Общественное движение в России первой половины XIX века. — М.: АИРО-XXI, 2017. — 832 с.[11]
- Бессарабия в международных отношениях нового времени. Кишинёв, 2018. — 475 с.[12]
- Российское революционное движение во второй половине XIX века. В 2-х тт. М.: Квадрига, 2023.
- Павел Густерин. История жизни и труды молдавского господаря и российского князя Дмитрия Кантемира. — М., 2024. (Ответственный редактор).

### Большая Российская энциклопедия
- Гросул, Яким Сергеевич : [арх. 5 октября 2022] / Гросул В. Я. // Григорьев — Динамика [Электронный ресурс]. — 2007. — С. 40. — (Большая российская энциклопедия : [в 35 т.] / гл. ред. Ю. С. Осипов ; 2004—2017, т. 8). — ISBN 978-5-85270-338-5.
- Дружинин Николай Михайлович : [арх. 15 июня 2024] / Гросул В. Я. // Динамика атмосферы — Железнодорожный узел [Электронный ресурс]. — 2007. — С. 371. — (Большая российская энциклопедия : [в 35 т.] / гл. ред. Ю. С. Осипов ; 2004—2017, т. 9). — ISBN 978-5-85270-339-2.
- Иван Подкова : [арх. 19 июня 2022] / Гросул В. Я. // Железное дерево — Излучение [Электронный ресурс]. — 2008. — С. 632. — (Большая российская энциклопедия : [в 35 т.] / гл. ред. Ю. С. Осипов ; 2004—2017, т. 10). — ISBN 978-5-85270-341-5.
- Иоан Водэ Грозный : [арх. 15 июня 2024] / Гросул В. Я. // Излучение плазмы — Исламский фронт спасения [Электронный ресурс]. — 2008. — С. 506. — (Большая российская энциклопедия : [в 35 т.] / гл. ред. Ю. С. Осипов ; 2004—2017, т. 11). — ISBN 978-5-85270-342-2.
- Ипсиланти, Александр : [арх. 15 июня 2024] / Гросул В. Я. // Излучение плазмы — Исламский фронт спасения [Электронный ресурс]. — 2008. — С. 595. — (Большая российская энциклопедия : [в 35 т.] / гл. ред. Ю. С. Осипов ; 2004—2017, т. 11). — ISBN 978-5-85270-342-2.
- Ипсиланти, Константин : [арх. 4 января 2023] / Гросул В. Я. // Излучение плазмы — Исламский фронт спасения [Электронный ресурс]. — 2008. — С. 595. — (Большая российская энциклопедия : [в 35 т.] / гл. ред. Ю. С. Осипов ; 2004—2017, т. 11). — ISBN 978-5-85270-342-2.
- Православная церковь Молдовы : [арх. 3 января 2023] / Гросул В. Я. // Полупроводники — Пустыня [Электронный ресурс]. — 2015. — С. 360—361. — (Большая российская энциклопедия : [в 35 т.] / гл. ред. Ю. С. Осипов ; 2004—2017, т. 27). — ISBN 978-5-85270-364-4.
- Румынская православная церковь : [арх. 3 декабря 2022] / Гросул В. Я. // Румыния — Сен-Жан-де-Люз [Электронный ресурс]. — 2015. — С. 28—29. — (Большая российская энциклопедия : [в 35 т.] / гл. ред. Ю. С. Осипов ; 2004—2017, т. 29). — ISBN 978-5-85270-366-8.

### Статьи
- Русофилы и русофобы в истории Молдавии // Россия и страны ближнего зарубежья, 1997.
- Возвращение на Дунай. // Военно-исторический журнал. — 2003. — № 4. — С. 62—67.